# Тарагт

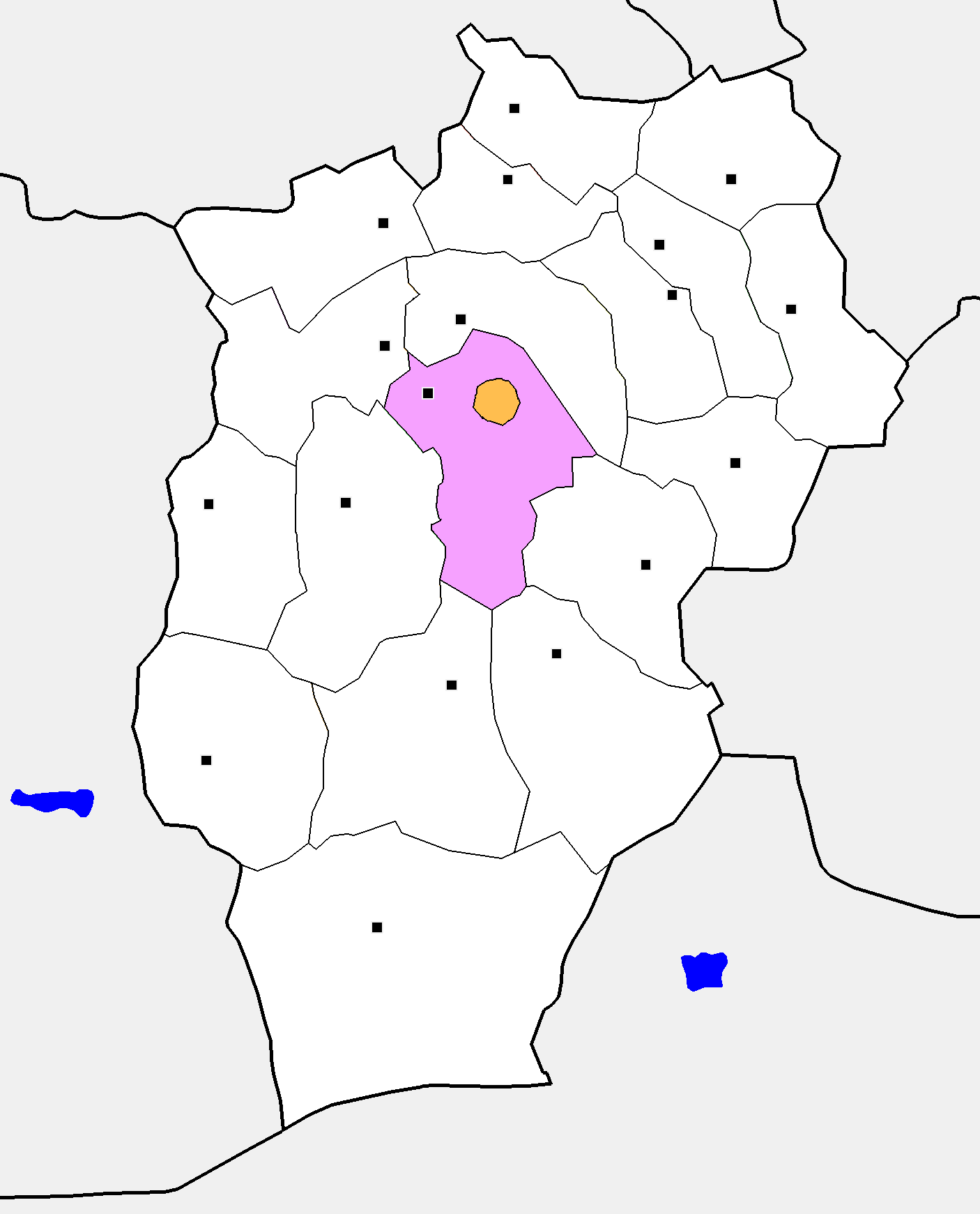
Сомон Тарагт Уверхангайского аймака

Тарагт (монг. Тарагт) — сомон аймака Уверхангай в Монголии, охватывающий аймачный центр Арвайхээр. Центральная усадьба в сомоне в посёлке Хурэмт отстоит от столицы аймака города Арвайхээр на 35 км. Население 4,1 тысячи человек. Возник в 1931 году. Расположен на расстоянии 457 км к юго-западу от Улан-Батора.

## Описание

### Рельеф
1. Улзий Ундур (2461 м — самая высокая точка сомона),
2. Ар шанд,
3. Убур Шанд,
4. Хараацай

Долины:
1. Арвайхээр,
2. Алтайн[1].

### Климат
Климат резко континентальный. Средняя температура января −20 °С, июля +20 °С. Ежегодная норма осадков 200—300 мм.

### Фауна и флора
Растительность степная. На территории сомона встречаются лисы, волки, зайцы, манулы, тарбаганы..

### Хозяйство и культура
На территории сомона есть горячие источники. В сомоне обнаружены проявления месторождений биотита и известняка. Имеются туристические базы, школа и больница.

#### Статистика
| Данные по:                        | 2007    | 2008     | 2009     | 2010    | 2011    |
| --------------------------------- | ------- | -------- | -------- | ------- | ------- |
| Численность постоянного населения | 3,418   | ▼3,313   | ▼3,214   | ▲3,272  | ▼ 3,208 |
| Поголовье скота                   | 146,704 | ▲165,149 | ▼161,724 | ▼55,280 | ▲82,282 |